# Barandahalli, Kolar
Barandahalli là một làng thuộc tehsil Kolar, huyện Kolar, bang Karnataka, Ấn Độ.